# Paul Jesson
Paul Jesson, all'anagrafe Paul George Jackson (Hitchin, 6 luglio 1946) è un attore britannico.
È noto soprattutto per la sua collaborazione con la Royal Shakespeare Company e per aver interpretato Felix, l'amante sieropositivo del protagonista, nella prima produzione londinese di The Normal Heart. Il dramma debuttò al Royal Court Theatre di Londra nel 1986 e Jesson vinse il Laurence Olivier Award alla miglior performance in un ruolo non protagonista. In anni più recenti ha recitato accanto a Derek Jacobi in Re Lear (Londra, 2007) e interpretato il Cardinale Wolsey nell'adattamento teatrale di Wolf Hall a Londra e a Broadway (2013).

## Filmografia parziale
- L'ispettore Barnaby (Midsomer Murders) - serie TV, episodio 2x04 (1999)
- Il segreto di Vera Drake (Vera Drake), regia di Mike Leigh (2004)
- Roma (Rome) – serie TV, 7 episodi (2005)
- Coriolanus, regia di Ralph Fiennes (2011)
- Turner (Mr. Turner), regia di Mike Leigh (2014)
- The Crown - serie TV (2020)

## Doppiatori italiani
- Eugenio Marinelli in Roma
- Carlo Valli in Turner